# جولة جوان العالمية
جولة جوان العالمية هي خامس جولة للمغنية الأميركية ليدي غاغا بهدف الترويج لألبوم الاستديو الخامس: جوان (2016). بدأ في 1 أغسطس عام 2017، في فانكوفر، كندا وانتهت في 1 فبراير عام 2018، في برمنغهام، انكلترا. 
بعد أن أُتيحت التذاكر للبيع، بدأت عروض مختلفة في أوروبا وأمريكا الشمالية تباع بسرعة كبيرة مسوقةً بذلك لعروض أخرى في كلا القارتين. عروض الحفل تعتبر «أكثر من الحد الأدنى» بالمقارنة مع جولات المغنية السابقة،  إلا أنها قد تلقت الثناء على قدراتها في الغناء وطريقة اتصالها وتفاعلها مع الجمهور.

## الخلفية

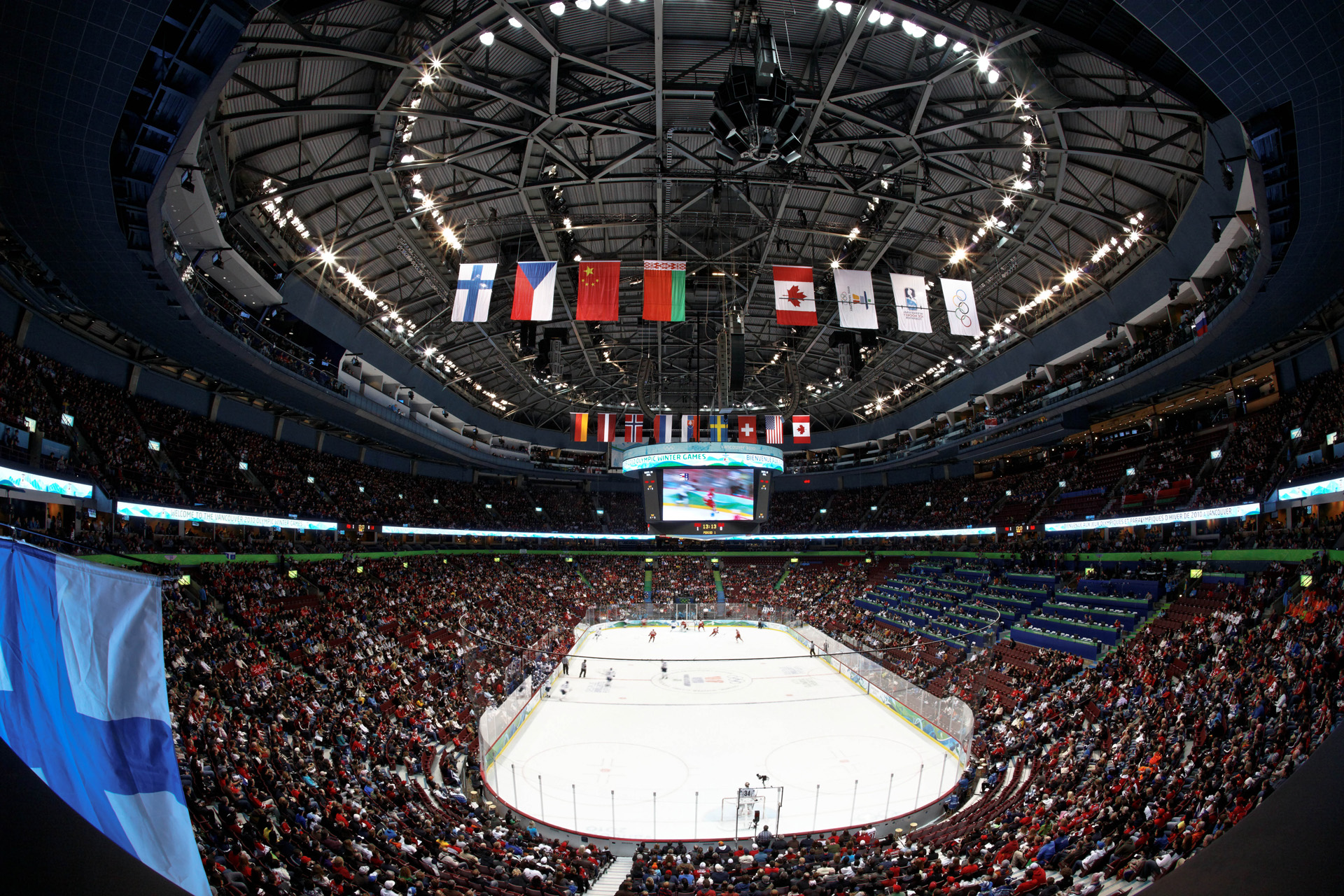
ساحة فانكوفر روجرز، حيث بدأت جولة جوان حول العالم

قبل أسبوعين من إصدار ألبوم غاغا الخامس، جوان في أكتوبر 2016، بدأت جولة ترويجية صغيرة تسمى Dive Bar Tour التي زارت فيها الحانات في جميع أنحاء الولايات المتحدة. وفي يوم 24 أكتوبر 2016، أكدت المغنية لهوارد ستيرن أنها أيضًا سوف تشرع بجولة موسيقية عالمية لمواصلة التسويق لألبومها. وأوضحت أنها ستبدأ بها بعد أدائها في "Super Bowl LI halftime show" الذي وقع في 5 فبراير 2017. بعد نهاية العرض السابق ذكره، أعلنت غاغا عن جولة جوان العالمية والتي بدأت في 1 أغسطس عام 2017، في فانكوفر روجرز الساحة والتي استمرت حتى 18 ديسمبر 2017، منتهيةً في إنجلوود بكاليفورنيا  بإجمالي 60 عرضًا في جميع أنحاء أمريكا الشمالية والجنوبية وأوروبا.